# ألكسندر إيفانوف
ألكسندر إيفانوف (بالبيلاروسية: Аляксандр Іваноў) هو مغني بيلاروسي، ولد في 24 يناير 1983 في غوميل في روسيا البيضاء.

## وصلات خارجية
- الموقع الرسمي
- ألكسندر إيفانوف على موقع ميوزك برينز (الإنجليزية)
- ألكسندر إيفانوف على موقع ديسكوغز (الإنجليزية)